# Carola… with Love
 (juin 2017).
Si vous disposez d'ouvrages ou d'articles de référence ou si vous connaissez des sites web de qualité traitant du thème abordé ici, merci de compléter l'article en donnant les références utiles à sa vérifiabilité et en les liant à la section « Notes et références ».
Albums de Carola Häggkvist
Thunder and Lightning
(1984) Love Isn't Love
(1984)
Singles
1. Hunger / Let There Be Love
Sortie : 1983
2. Albatros / It's Raining in Stockholm
Sortie : 1984

...With Love est le second album de la chanteuse pop et gospel suédoise Carola, sorti en 1984 et produit par Lasse Holm sous le label Duraco en Europe. Il s'agit de son premier album en langue anglaise.
La plupart des titres sont extraits de l'album Thunder and Lightning (la version anglaise de Steg för steg)

## Liste des titres

### Édition européenne
Toutes les chansons sont écrites et composées par Lasse Holm et Ingela Forsman, sauf annotation.
| A1. | You're Still on My Mind                                  |  |
| A2. | One by One                                               |  |
| A3. | Life                                                     |  |
| A4. | Love Isn't Love (Lasse Holm, Monica Forsberg, S. Slater) |  |
| A5. | Let There Be Love                                        |  |
| A6. | Radio Love (T. Söderberg, I. Forsman)                    |  |
| A7. | I Think I Like It                                        |  |

| B1. | Tommy Loves Me                                          |  |
| B2. | Albatros (L. Holm, T. Söderberg, I. Forsman)            |  |
| B3. | Thunder and Lightning (L. Holm, M. Forsberg, S. Slater) |  |
| B4. | Tokyo                                                   |  |
| B5. | Hunger                                                  |  |
| B6. | It's Raining in Stockholm (T. Söderberg, I. Forsman)    |  |

Source
- (en) « Carola… with Love » (album), sur Discogs - Édition européenne

### Édition canadienne
Toutes les chansons sont écrites et composées par Lasse Holm et Ingela Forsman, sauf annotation.
| A1. | Tommy Loves Me                                          |  |
| A2. | I Think I Like It                                       |  |
| A3. | Thunder and Lightning (L. Holm, M. Forsberg, S. Slater) |  |
| A4. | Tokyo                                                   |  |
| A5. | Hunger                                                  |  |
| A6. | It's Raining in Stockholm (T. Söderberg, I. Forsman)    |  |

| B1. | You're Still on My Mind                           |  |
| B2. | One by One                                        |  |
| B3. | Life                                              |  |
| B4. | Love Isn't Love (L. Holm, M. Forsberg, S. Slater) |  |
| B5. | Let There Be Love                                 |  |
| B6. | Radio Love (T. Söderberg, I. Forsman)             |  |

Source
- (en) « Carola… with Love » (album), sur Discogs - Édition canadienne